# Sportverein Waldhof Mannheim 07 2022-2023
Questa voce raccoglie le informazioni riguardanti lo Sportverein Waldhof Mannheim 07 nelle competizioni ufficiali della stagione 2022-2023.

## Stagione
Nella stagione 2022-2023 il Mannheim, allenato da Christian Neidhart, concluse il campionato di 3. Liga al 7º posto. In Coppa di Germania il Mannheim fu eliminato al secondo turno dal Norimberga. In Coppa Baden il Mannheim fu eliminato ai quarti di finale dall'Astoria Walldorf.

## Rosa
| N. |                        | Ruolo | Calciatore         |
| -- | ---------------------- | ----- | ------------------ |
| 1  | Germania (bandiera)    | P     | Morten Behrens     |
| 2  | Germania (bandiera)    | D     | Niklas Sommer      |
| 3  | Germania (bandiera)    | D     | Julian Riedel      |
| 4  | Polonia (bandiera)     | C     | Adrian Małachowski |
| 5  | Germania (bandiera)    | D     | Marcel Seegert     |
| 6  | Germania (bandiera)    | C     | Stefano Russo      |
| 7  | Germania (bandiera)    | A     | Dominik Kother     |
| 8  | Germania (bandiera)    | C     | Fridolin Wagner    |
| 9  | Germania (bandiera)    | C     | Bentley Bahn       |
| 10 | Germania (bandiera)    | A     | Pascal Sohm        |
| 11 | Germania (bandiera)    | A     | Dominik Martinovic |
| 13 | Germania (bandiera)    | A     | Marc Schnatterer   |
| 14 | Germania (bandiera)    | P     | Oliver Seitz       |
| 15 | Germania (bandiera)    | D     | Malte Karbstein    |
| 16 | Germania (bandiera)    | D     | Johannes Dörfler   |
| 17 | Azerbaigian (bandiera) | A     | Baris Ekincier     |

| N. |                        | Ruolo | Calciatore            |
| -- | ---------------------- | ----- | --------------------- |
| 18 | Lussemburgo (bandiera) | D     | Laurent Jans          |
| 20 | Francia (bandiera)     | C     | Adrien Lebeau         |
| 21 | Germania (bandiera)    | D     | Alexander Rossipal    |
| 22 | Germania (bandiera)    | A     | Marten Winkler        |
| 23 | Germania (bandiera)    | P     | Jan-Christoph Bartels |
| 25 | Germania (bandiera)    | D     | Luca Bolay            |
| 27 | Germania (bandiera)    | D     | Gerrit Gohlke         |
| 29 | Germania (bandiera)    | A     | Daniel Keita-Ruel     |
| 30 | Germania (bandiera)    | P     | Lucien Hawryluk       |
| 31 | Germania (bandiera)    | C     | Thomas Pledl          |
| 32 | Germania (bandiera)    | A     | Kennedy Okpala        |
| 33 | Germania (bandiera)    | C     | Berkan Taz            |
| 35 | Germania (bandiera)    | C     | Florian Butscher      |
| 37 | Germania (bandiera)    | C     | Marco Höger           |
| 40 | Germania (bandiera)    | A     | Jermain Schranz       |

## Organigramma societario
Area tecnica
- Allenatore: Christian Neidhart
- Allenatore in seconda: Theodoros Dedes, Asif Šarić
- Preparatore dei portieri: Florian Beck
- Preparatori atletici: Dirk Stelly

## Calciomercato

### Sessione estiva
| Acquisti | Acquisti           | Acquisti             | Acquisti |
| R.       | Nome               | da                   | Modalità |
| -------- | ------------------ | -------------------- | -------- |
| D        | Laurent Jans       | Sparta Rotterdam     |          |
| A        | Marten Winkler     | Hertha Berlino II    |          |
| D        | Malte Karbstein    | Kickers Offenbach    |          |
| C        | Bentley Bahn       | Hansa Rostock        |          |
| P        | Morten Behrens     | Darmstadt            |          |
| D        | Johannes Dörfler   | Paderborn            |          |
| C        | Adrian Małachowski | Magdeburgo           |          |
| D        | Julian Riedel      | Hansa Rostock        |          |
| C        | Berkan Taz         | Borussia Dortmund II |          |

| Cessioni | Cessioni           | Cessioni               | Cessioni |
| R.       | Nome               | a                      | Modalità |
| -------- | ------------------ | ---------------------- | -------- |
| C        | Onur Ünlücifci     | FSV Francoforte        |          |
| D        | Emmanuel Kouadio   | Rot-Weiß Coblenza      |          |
| C        | Mohamed Gouaida    | Virton                 |          |
| C        | Hamza Saghiri      | Viktoria Colonia       |          |
| A        | Malik Mikona       | VfR Mannheim           |          |
| C        | Marcel Gottschling | Jeddeloh II            |          |
| A        | Joseph Boyamba     | Monaco 1860            |          |
| A        | Justin Butler      | Ingolstadt 04          |          |
| C        | Marcel Costly      | Ingolstadt 04          |          |
| D        | Anton Donkor       | Eintracht Braunschweig |          |
| D        | Jan Just           | Aalen                  |          |
| A        | Anthony Roczen     | RSV Eintracht 1949     |          |
| D        | Jesper Verlaat     | Monaco 1860            |          |

### Sessione invernale
| Acquisti | Acquisti   | Acquisti  | Acquisti |
| R.       | Nome       | da        | Modalità |
| -------- | ---------- | --------- | -------- |
| D        | Luca Bolay | Karlsruhe |          |

| Cessioni | Cessioni | Cessioni | Cessioni |
| R.       | Nome     | a        | Modalità |
| -------- | -------- | -------- | -------- |

## Risultati

### 3. Liga

#### Girone di andata
| Arbitro: | Schlager |

|                                    |           |          |
| Ekincier 64’ Gohlke 86’ Kother 90’ | Marcatori | 73’ Amyn |

| Arbitro: | Greif |

|                       |           |                               |
| Probst 41’ Corboz 90’ | Marcatori | 51’ Russo 90’ (rig.) Rossipal |

| Arbitro: | Welz |

|             |           |  |
| Winkler 86’ | Marcatori |  |

| Arbitro: | Weisbach |

|                                                           |           |                            |
| Abifade 23’, 38’, 61’ Käuper 45’ Risch 90’ Kleinsorge 90’ | Marcatori | 1’ Martinovic 84’ Ekincier |

| Arbitro: | Benen |

|               |           |            |
| Bahn 63’, 71’ | Marcatori | 2’ Njinmah |

| Arbitro: | Stegemann |

|           |           |  |
| Koffi 42’ | Marcatori |  |

| Arbitro: | Exner |

|                         |           |                  |
| Martinovic 17’ Sohm 86’ | Marcatori | 14’ Nollenberger |

| Arbitro: | Braun |

|          |           |  |
| Bech 69’ | Marcatori |  |

| Arbitro: | Jöllenbeck |

|            |           |  |
| Kother 64’ | Marcatori |  |

| Arbitro: | Burda |

|                                                                          |           |  |
| Kleinhansl 35’ Riedel 38’ (aut.) Simakala 45’ (rig.) Higl 50’ Heider 84’ | Marcatori |  |

| Arbitro: | Willenborg |

|                |           |  |
| Martinovic 33’ | Marcatori |  |

| Arbitro: | Heft |

|                             |           |                             |
| Wiklöf 46’ Vermeij 52’, 61’ | Marcatori | 32’ Rossipal 60’ Keita-Ruel |

| Arbitro: | Nouhoum |

|                |           |                   |
| Martinovic 32’ | Marcatori | 5’, 12’ Berlinski |

| Arbitro: | Braun |

|                                    |           |               |
| Winkler 5’ Kammerknecht 32’ (aut.) | Marcatori | 86’ Schäffler |

| Arbitro: | Bickel |

|                                                  |           |         |
| Kreuzer 37’ (rig.) Nietfeld 45’ Zimmerschied 48’ | Marcatori | 8’ Jans |

| Arbitro: | Fuchs |

|               |           |           |
| Sohm 76’, 90’ | Marcatori | 79’ Voigt |

| Arbitro: | Hildenbrand |

|                    |           |          |
| Seegert 41’ (aut.) | Marcatori | 87’ Bahn |

| Arbitro: | Stieler |

|                          |           |              |
| Sohm 28’, 57’ Kother 90’ | Marcatori | 7’ Steinhart |

| Arbitro: | Exner |

|         |           |                                     |
| Mai 43’ | Marcatori | 24’ Martinovic 47’ Lebeau 55’ Pledl |

#### Girone di ritorno
| Arbitro: | Speckner |

|            |           |                                                     |
| Stehle 80’ | Marcatori | 5’ Wagner 23’ Lebeau 61’ Martinovic 90’ Małachowski |

| Arbitro: | Heft |

|                |           |                   |
| Martinovic 43’ | Marcatori | 12’ Batista-Meier |

| Arbitro: | Schultes |

|                        |           |                       |
| Sijarić 20’ Jonjic 40’ | Marcatori | 50’ (aut.) Majetschak |

| Arbitro: | Greif |

|                                       |           |                   |
| Winkler 23’ Martinovic 31’ Wagner 90’ | Marcatori | 10’ (rig.) Pourié |

| Arbitro: | Kampka |

|                                         |           |  |
| Njinmah 18’, 65’ Pfanne 22’ Pašalić 90’ | Marcatori |  |

| Arbitro: | Badstübner |

|                       |           |                   |
| Wagner 71’ Lebeau 72’ | Marcatori | 12’ (aut.) Riedel |

| Arbitro: | Haslberger |

|             |           |                                     |
| Ziereis 45’ | Marcatori | 10’ Wagner 38’ Winkler 90’ Ekincier |

| Arbitro: | Benen |

|                                     |           |                           |
| Bahn 32’, 88’ (rig.) Martinovic 54’ | Marcatori | 56’ Schmidt 90’ Sulejmani |

| Arbitro: | Jöllenbeck |

|                                               |           |  |
| Reinthaler 50’ Carstens 68’ Froese 74’ (rig.) | Marcatori |  |

| Arbitro: | Brand |

|  |           |                        |
|  | Marcatori | 21’ Simakala 56’ Kunze |

| Arbitro: | Reichel |

|                        |           |             |
| Thoelke 49’ Boeder 54’ | Marcatori | 22’ Winkler |

| Arbitro: | Sather |

|                     |           |           |
| Wagner 85’ Bahn 90’ | Marcatori | 27’ Stark |

| Arbitro: | Oldhafer |

|  |           |                                             |
|  | Marcatori | 31’ Schnatterer 52’ Małachowski 84’ Winkler |

| Arbitro: | Heft |

|                                |           |               |
| Arslan 31’ (rig.) Kutschke 73’ | Marcatori | 5’ Martinovic |

| Arbitro: | Erbst |

|                                       |           |          |
| Schnatterer 27’ Winkler 37’, 55’, 60’ | Marcatori | 6’ Deniz |

| Arbitro: | Speckner |

|                                       |           |                |
| Eichinger 50’ Baumann 60’ (rig.), 70’ | Marcatori | 11’ Martinovic |

| Arbitro: | Kessel |

|                 |           |                                    |
| Małachowski 61’ | Marcatori | 20’ Stendera 23’ Steurer 63’ Brand |

| Arbitro: | Stegemann |

|                                     |           |                 |
| Lex 14’ Lakenmacher 37’ Verlaat 42’ | Marcatori | 84’ (rig.) Bahn |

| Arbitro: | Haslberger |

|                                 |           |                |
| Martinovic 6’ Pledl 18’ Taz 72’ | Marcatori | 87’ Bouhaddouz |

### Coppa di Germania
| Arbitro: | Reichel |

|                                 |                      |                             |
| Bahn Rossipal Russo Sohm Wagner | Tiri di rigore 5 – 3 | Erras Komenda Schulz Wriedt |

| Arbitro: | Dingert |

|  |           |                   |
|  | Marcatori | 63’ (aut.) Gohlke |

### Coppa Baden
| 3 agosto 2022, ore 18:30 CEST Terzo turno | SpG Götzingen / Eberstadt | 0 – 6 | Waldhof Mannheim |  |

| 6 settembre 2022, ore 18:30 CEST Ottavi di finale | ASC Neuenheim | 0 – 5 | Waldhof Mannheim |  |

| 27 settembre 2022, ore 19:00 CEST Quarti di finale | Astoria Walldorf | 2 – 1 | Waldhof Mannheim |  |

## Statistiche

### Statistiche di squadra
| Competizione      | Punti | In casa | In casa | In casa | In casa | In casa | In casa | In trasferta | In trasferta | In trasferta | In trasferta | In trasferta | In trasferta | Totale | Totale | Totale | Totale | Totale | Totale | DR  |
| Competizione      | Punti | G       | V       | N       | P       | Gf      | Gs      | G            | V            | N            | P            | Gf           | Gs           | G      | V      | N      | P      | Gf     | Gs     | DR  |
| ----------------- | ----- | ------- | ------- | ------- | ------- | ------- | ------- | ------------ | ------------ | ------------ | ------------ | ------------ | ------------ | ------ | ------ | ------ | ------ | ------ | ------ | --- |
| 3. Liga           | 60    | 19      | 15      | 1       | 3       | 37      | 21      | 19           | 4            | 2            | 13           | 26           | 44           | 38     | 19     | 3      | 16     | 63     | 65     | -2  |
| Coppa di Germania | -     | 2       | 0       | 1       | 1       | 0       | 1       | 0            | 0            | 0            | 0            | 0            | 0            | 2      | 0      | 1      | 1      | 0      | 1      | -1  |
| Coppa Baden       | -     | 0       | 0       | 0       | 0       | 0       | 0       | 3            | 2            | 0            | 1            | 12           | 2            | 3      | 2      | 0      | 1      | 12     | 2      | +10 |
| Totale            | 60    | 21      | 15      | 2       | 4       | 37      | 22      | 22           | 6            | 2            | 14           | 38           | 46           | 43     | 21     | 4      | 18     | 75     | 68     | +7  |

### Andamento in campionato
| Giornata  | 1 | 2 | 3 | 4  | 5 | 6 | 7 | 8 | 9 | 10 | 11 | 12 | 13 | 14 | 15 | 16 | 17 | 18 | 19 | 20 | 21 | 22 | 23 | 24 | 25 | 26 | 27 | 28 | 29 | 30 | 31 | 32 | 33 | 34 | 35 | 36 | 37 | 38 |
| --------- | - | - | - | -- | - | - | - | - | - | -- | -- | -- | -- | -- | -- | -- | -- | -- | -- | -- | -- | -- | -- | -- | -- | -- | -- | -- | -- | -- | -- | -- | -- | -- | -- | -- | -- | -- |
| Luogo     | C | T | C | T  | C | T | C | T | C | T  | C  | T  | C  | C  | T  | C  | T  | C  | T  | T  | C  | T  | C  | T  | C  | T  | C  | T  | C  | T  | C  | T  | T  | C  | T  | C  | T  | C  |
| Risultato | V | N | V | P  | V | P | V | P | V | P  | V  | P  | P  | V  | P  | V  | N  | V  | V  | V  | N  | P  | V  | P  | V  | V  | V  | P  | P  | P  | V  | V  | P  | V  | P  | P  | P  | V  |
| Posizione | 2 | 5 | 4 | 10 | 7 | 9 | 5 | 8 | 6 | 8  | 6  | 8  | 8  | 7  | 8  | 7  | 8  | 7  | 6  | 5  | 5  | 7  | 5  | 6  | 5  | 5  | 3  | 7  | 7  | 7  | 7  | 7  | 7  | 7  | 7  | 7  | 7  | 7  |

Legenda:

Luogo: C = Casa; T = Trasferta. Risultato: V = Vittoria; N = Pareggio; P = Sconfitta.

### Statistiche dei giocatori
| Giocatore      | 3. Liga  | 3. Liga | 3. Liga     | 3. Liga    | Coppa di Germania | Coppa di Germania | Coppa di Germania | Coppa di Germania | Totale   | Totale | Totale      | Totale     |
| Giocatore      | Presenze | Reti    | Ammonizioni | Espulsioni | Presenze          | Reti              | Ammonizioni       | Espulsioni        | Presenze | Reti   | Ammonizioni | Espulsioni |
| -------------- | -------- | ------- | ----------- | ---------- | ----------------- | ----------------- | ----------------- | ----------------- | -------- | ------ | ----------- | ---------- |
| B. Bahn        | 36       | 7       | 8           | 0          | 2                 | 0                 | 1                 | 0                 | 38       | 7      | 9           | 0          |
| J. Bartels     | 19       | 0       | 3           | 0          | 0                 | 0                 | 0                 | 0                 | 19       | 0      | 3           | 0          |
| M. Behrens     | 18       | 0       | 1           | 0          | 2                 | 0                 | 0                 | 0                 | 20       | 0      | 1           | 0          |
| L. Bolay       | 0        | 0       | 0           | 0          | 0                 | 0                 | 0                 | 0                 | 0        | 0      | 0           | 0          |
| F. Butscher    | 0        | 0       | 0           | 0          | 0                 | 0                 | 0                 | 0                 | 0        | 0      | 0           | 0          |
| J. Dörfler     | 3        | 0       | 0           | 0          | 2                 | 0                 | 0                 | 0                 | 5        | 0      | 0           | 0          |
| B. Ekincier    | 21       | 3       | 2           | 0          | 1                 | 0                 | 0                 | 0                 | 22       | 3      | 2           | 0          |
| G. Gohlke      | 7        | 1       | 1           | 1          | 2                 | 0                 | 0                 | 0                 | 9        | 1      | 1           | 1          |
| L. Hawryluk    | 1        | 0       | 0           | 0          | 0                 | 0                 | 0                 | 0                 | 1        | 0      | 0           | 0          |
| M. Höger       | 10       | 0       | 1           | 1          | 1                 | 0                 | 0                 | 0                 | 11       | 0      | 1           | 1          |
| L. Jans        | 33       | 1       | 3           | 0          | 1                 | 0                 | 1                 | 0                 | 34       | 1      | 4           | 0          |
| M. Karbstein   | 13       | 0       | 1           | 0          | 0                 | 0                 | 0                 | 0                 | 13       | 0      | 1           | 0          |
| D. Keita-Ruel  | 23       | 1       | 0           | 0          | 1                 | 0                 | 0                 | 0                 | 24       | 1      | 0           | 0          |
| D. Kother      | 27       | 3       | 1           | 0          | 2                 | 0                 | 0                 | 0                 | 29       | 3      | 1           | 0          |
| A. Lebeau      | 15       | 3       | 2           | 0          | 0                 | 0                 | 0                 | 0                 | 15       | 3      | 2           | 0          |
| M. Lutz        | 0        | 0       | 0           | 0          | 0                 | 0                 | 0                 | 0                 | 0        | 0      | 0           | 0          |
| D. Martinovic  | 35       | 12      | 4           | 0          | 2                 | 0                 | 0                 | 0                 | 37       | 12     | 4           | 0          |
| A. Małachowski | 28       | 3       | 2           | 0          | 0                 | 0                 | 0                 | 0                 | 28       | 3      | 2           | 0          |
| K. Okpala      | 0        | 0       | 0           | 0          | 0                 | 0                 | 0                 | 0                 | 0        | 0      | 0           | 0          |
| T. Pledl       | 19       | 2       | 3           | 0          | 0                 | 0                 | 0                 | 0                 | 19       | 2      | 3           | 0          |
| J. Riedel      | 34       | 0       | 5           | 1          | 2                 | 0                 | 1                 | 0                 | 36       | 0      | 6           | 1          |
| V. Rona        | 0        | 0       | 0           | 0          | 0                 | 0                 | 0                 | 0                 | 0        | 0      | 0           | 0          |
| A. Rossipal    | 33       | 2       | 4           | 0          | 2                 | 0                 | 0                 | 0                 | 35       | 2      | 4           | 0          |
| S. Russo       | 19       | 1       | 5           | 0          | 1                 | 0                 | 0                 | 0                 | 20       | 1      | 5           | 0          |
| M. Schnatterer | 21       | 2       | 0           | 0          | 1                 | 0                 | 1                 | 0                 | 22       | 2      | 1           | 0          |
| J. Schranz     | 0        | 0       | 0           | 0          | 0                 | 0                 | 0                 | 0                 | 0        | 0      | 0           | 0          |
| M. Seegert     | 33       | 0       | 6           | 1          | 2                 | 0                 | 0                 | 0                 | 35       | 0      | 6           | 1          |
| O. Seitz       | 0        | 0       | 0           | 0          | 0                 | 0                 | 0                 | 0                 | 0        | 0      | 0           | 0          |
| P. Sohm        | 35       | 5       | 2           | 0          | 2                 | 0                 | 0                 | 0                 | 37       | 5      | 2           | 0          |
| N. Sommer      | 13       | 0       | 2           | 0          | 1                 | 0                 | 0                 | 0                 | 14       | 0      | 2           | 0          |
| B. Taz         | 31       | 1       | 3           | 0          | 2                 | 0                 | 0                 | 0                 | 33       | 1      | 3           | 0          |
| F. Wagner      | 33       | 5       | 5           | 0          | 2                 | 0                 | 0                 | 0                 | 35       | 5      | 5           | 0          |
| M. Winkler     | 31       | 9       | 4           | 0          | 0                 | 0                 | 0                 | 0                 | 31       | 9      | 4           | 0          |